# فلنوك شرقي
الفُلْنُوك الشرقي (Eupleres goudotii) هو حيوان ثديي نادر من اللواحم يشبه النمس ينتمي إلى فصيلة الفلنوكيات (Eupleridae) تستوطن مدغشقر.
تم تصنيفها إلى جانب الفلنوك الغربي [الإنجليزية] (Eupleres major)، المعترف بها في عام 2010، في جنس الفلنوك.  تتميز حيوانات الفلنوك بعدة خصائص. ليس لديهم غدد شرجية أو رحمية (على عكس أقرب أقربائهم، الزباد الملغاشي [الإنجليزية])، ولديهم مخالب ثابتة وأسنان فريدة: الأنياب والضواحك منحنية للخلف ومسطحة. يُعتقد أن هذا مرتبط بفرائسها، ومعظمها من اللافقاريات، مثل الديدان والرخويات والحلزونات واليرقات.
تعيش في الأساس في الغابات المطيرة المنخفضة في شرق مدغشقر، بينما يوجد الفلنوك الغربي في شمال غرب مدغشقر. إنه انفرادي وإقليمي، ولكن ما إذا كان ليليًا أو نهاريًا غير معروف. إنه صغير (طوله حوالي 50 سم وطول ذيله 24 سم) وخجول (يخدش بالمخالب، لا يعض، أثناء الدفاع عن النفس). يشبه إلى حد كبير النمس مع أنفه الطويل وجسمه المنخفض، على الرغم من أن لونه عادي وبني (معظم النموس لها علامات تلوين مثل الخطوط أو النطاقات أو اختلافات على اليدين والقدمين).